# Türkentor (Munich)

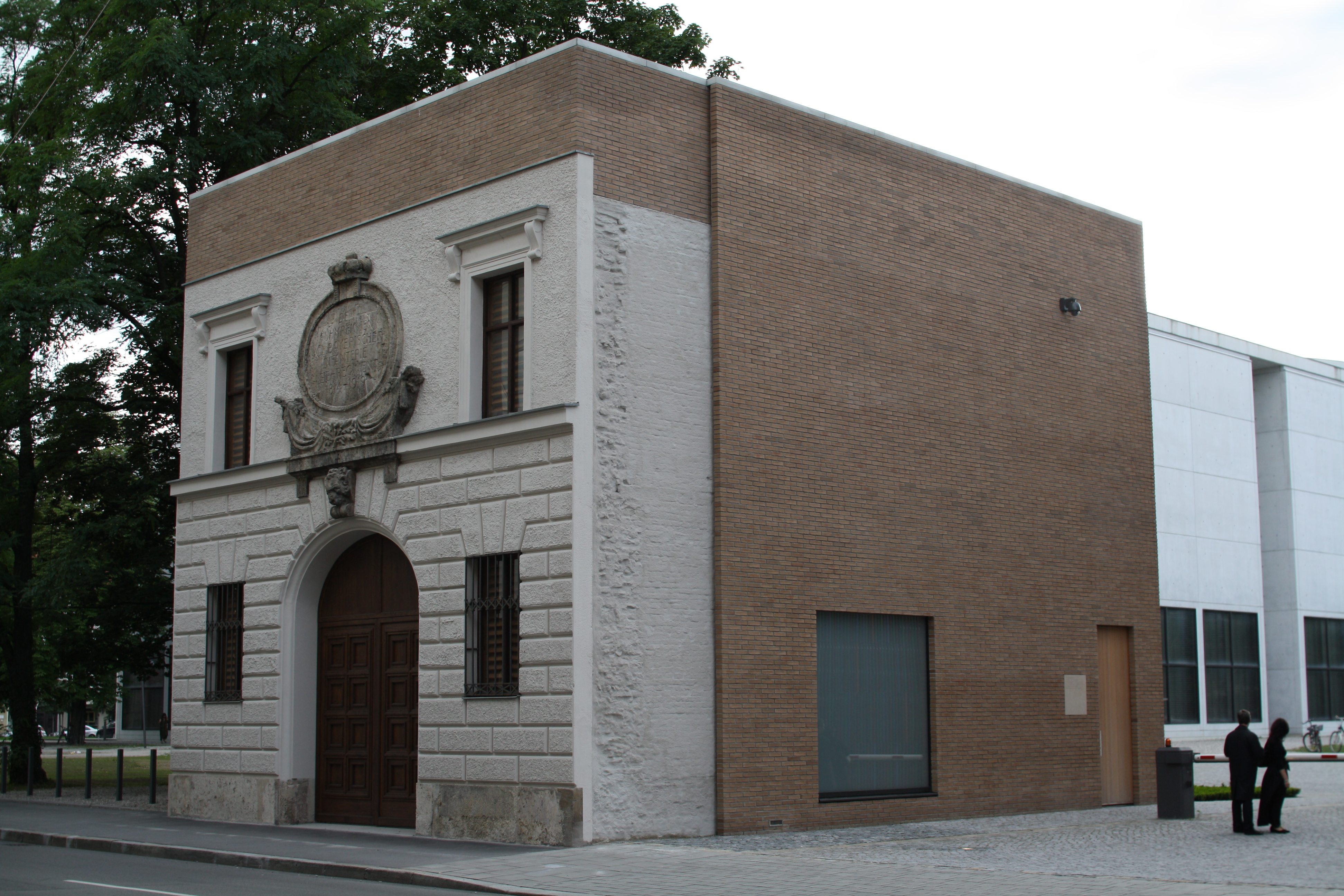
La Türkentor en 2010 après la rénovation

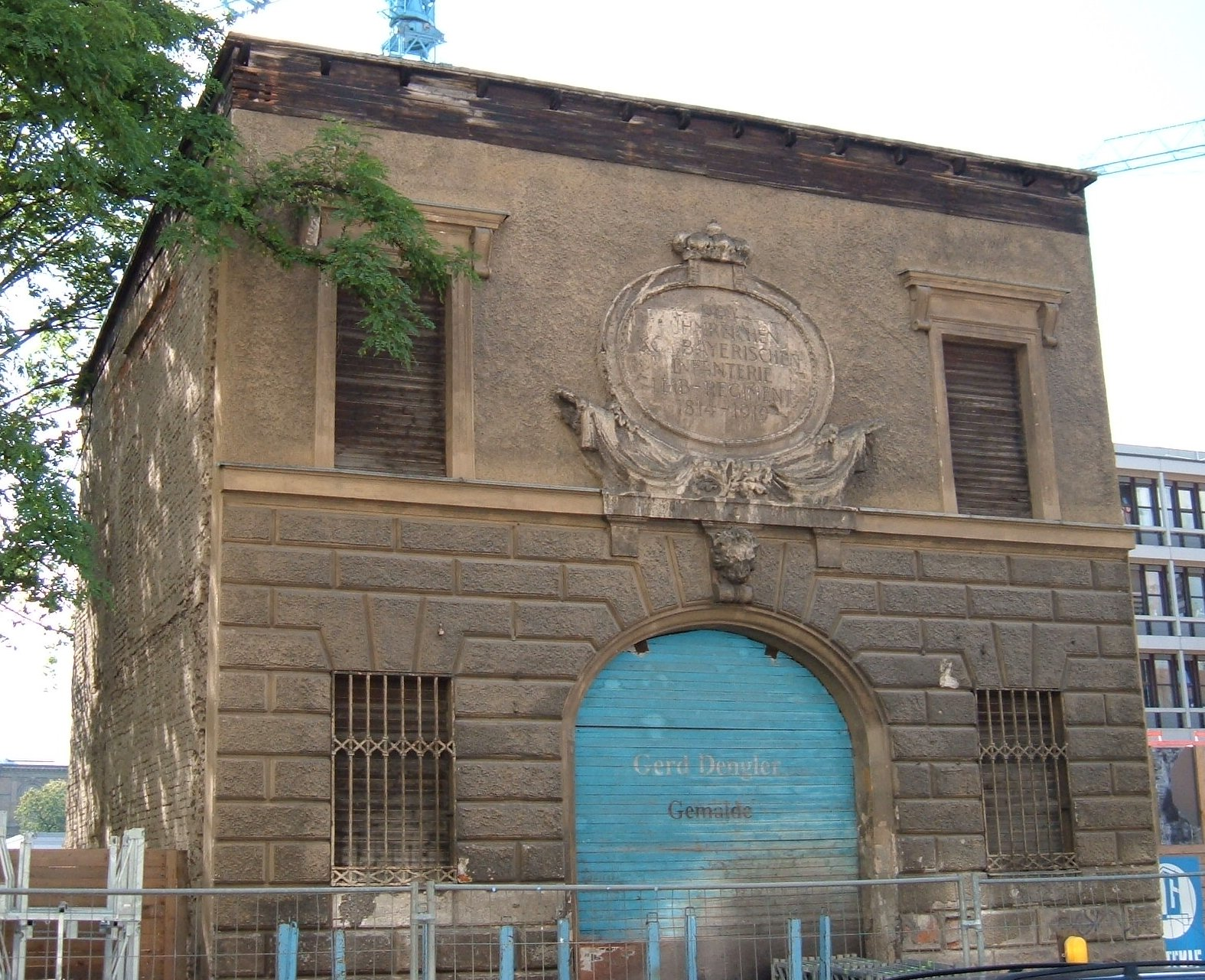
La Türkentor en 2006 avant sa rénovation

Le Türkentor est un bâtiment classé à Munich. Il s'agit de la seule construction subsistant de la caserne des Turcs construite en 1826, de la caserne du Leibregiment de l'Infanterie Bavaroise Royale. Le terme caserne turque est dérivé de la rue Türkenstraße. Ce nom, à son tour, remonte au fossé turc le long de la Kurfürstenstraße, qui aurait été fouillé par des prisonniers de guerre turcs lors des guerres turques du début du XVIIIe siècle. Le fossé devait devenir une voie navigable qui, dans le cadre du système du canal de Nordmünchner, devait relier la Résidence électorale de Munich au château de Schleißheim. 

## Rénovation
Entre 2008 et 2010, la Türkentor a été rénovée, pour lequel la Fondation Pinakothek der Moderne a fourni 780 000 euros. La Türkentor, rouverte en octobre 2010, abrite depuis la sculpture Large Red Sphere de l'artiste américain Walter De Maria, acquise par la Fondation Brandhorst.   

## Liens Web
- pinakothek.de: l'art dans le Türkentor